# Troinex
Troinex är en ort och kommun i kantonen Genève, Schweiz. Kommunen har 2 858 invånare (2023).